# لیووونیا (لوئیزیانا)
لیووونیا (به انگلیسی: Livonia) شهری در ایالت لوئیزیانا کشور ایالات متحده آمریکا است که جمعیت آن در سرشماری سال ۲۰۱۰ میلادی، ۱٬۴۴۲ نفر بوده‌است.